# Mangaļi (stacja kolejowa)
Mangaļi (ros. Мангали) – stacja kolejowa w miejscowości Ryga, na Łotwie. Położona jest przy Wolnym Porcie Ryga.